# Arem jezik
Arem jezik (a-rem, chombrau, chomrau, umo; ISO 639-3: aem), jedan od tri jezika podskupine chut, šire skupine Viet-Muong koja pripada mon-khmerskoj porodici. Njime govori tek oko 40 osoba, i to 20 u Vijetnamu (Ferlus 1996) u provinciji Quang Binh, i 20 u Laosu uz granicu s Vijetnamom.
Etnički ili dijalektalni nazivi su Tu-vang, Pa-leng, Xo-lang, To-hung, Chà-cu, Tac-cui i Nhà Chút. Etnička populacija iznosila je 100 u Vijetnamu (Ferlus 1996) i 500 u Laosu (1995).

## Vanjske poveznice
- Ethnologue (14th)
- Ethnologue (15th)